# Jamie Johnston
Jamie Johnston, właśc. James Michael Johnston (ur. 7 lipca 1989 w Toronto) – kanadyjski aktor. Jego najbardziej znana rola to postać Petera Stone’a w serialu Degrassi: Nowe pokolenie.

## Filmografia
- Jackie, Ethel & Joan: Kobiety Kennedych (2001) – młody Patrick Kennedy
- Degrassi: Nowe pokolenie (2001) – Peter (od 2005)
- Winter Sun (2002) – młody Duncan
- Wild Card (2003) – Clifford
- Public Domain (2003) – Ian
- Killer Instinct: From the Files of Agent Candice DeLong (2003) – Deegan Schauer
- Name of the Rose (2003) – Młody Rob
- Więcej niż widzieć (2003) – Cory Mason
- Zixx Level One (2004) – Adam